# فلورنس بيتي
فلورنس بيتي (1 ديسمبر 1870 - 18 نوفمبر 1948) كانت كاتبة ومذيعة طهي اسكتلندية. خلال فترة العشرينيات من القرن العشرين، في منطقة سومرز تاون في شمال لندن، قامت بيتي بأعمال اجتماعية لصالح مدرسة سانت بانكراس للأمهات، المعروفة أيضًا باسم "مرحبًا بالأمهات والأطفال". قامت بتقديم عروض طهي للنساء من طبقة العمال لتعليمهن طهي الأطعمة الرخيصة والمغذية. كان الجزء الأكبر من التدريب يتم في منازل النساء أنفسهن، لتوضيح كيفية استخدام المعدات والأدوات المحدودة المتاحة لديهن. ونظرًا لأنها بدأت بتعليم النساء كيفية صنع البودنج بالسيت (طبق شعبي بريطاني) سماها طالباتها "سيدة البودنج". بالإضافة إلى دروسها في الطهي، أصبحت مفتشة صحية.
قامت بيتي بالكتابة في مجال الطهي، حيث نشرت أعمالًا تستهدف أيضًا العاملين في الأعمال الاجتماعية، بما في ذلك كتاب طهي "وصفات سيدة البودنج، مع نصائح عملية" (1917) ونكتيّب موجه للجمهور. يحتوي كل من الكتيّب والكتاب على معلومات عملية حول كيفية صنع واستخدام صندوق القش كطريقة للطهي، حيث يتم وضع الطعام المسخن في صندوق معزول ليستمر في الإستواء بعيدًا عن مصدر الحرارة. عملت بيتي كمحاضرة ومقدمة عروض طهي لجمعية إصلاح الغذاء الوطنية، حيث قامت بالتجول في جميع أنحاء بريطانيا لتوضيح الطرق الفعّالة من حيث التكلفة والقيم الغذائية للطهي على الرغم من ارتفاع أسعار الطعام ونقص الموارد الغذائية الناجمة عن الحرب العالمية الأولى. كما كانت مذيعة على محطة الإذاعة لبي بي سي في أواخر العشرينيات وأوائل الثلاثينيات، كجزء من سلسلة برامج "حديث المنزل" الموجهة لرباّت البيوت. منذ عام 1914 وحتى منتصف الأربعينيات، قامت بجولات في بريطانيا لتقديم محاضرات عروض عملية حول المكونات الاقتصادية وطرق الطهي الفعالة من حيث التكلفة.
واصلت بيتي عملها حتى وفاتها في عام 1948 عن عمر ناهز 77 عام. على الرغم من عدم وجود خبر نعي عنها في الصحف، يعتبرها المؤرخون رائدة في مجال الابتكارات في العمل الاجتماعي، حيث قدمت نهجًا جديدًا لتعليم إدارة المنزل. كان نهجها في تعليم استخدام الطعام الغذائي الرخيص هو سابقة للأسلوب الذي اعتمدته وزارة الغذاء خلال الحرب العالمية الثانية.

## حياتها
ولدت فلورنس بيتي في مونتروز(فورفار)، في 1 ديسمبر 1870. كانت الابنة الرابعة من سبعة أطفال وُلدوا لديفيد جيمس بيتي (تاجر خشب)، وجين نوريس (التي كانت تعرف سابقًا باسم ليفي). عاشت في مونتروز حتى أوائل الثلاثينات عندما انتقلت إلى سوانلي، كنت، حيث شاركت في الزراعة. ثم انتقلت للعيش مع أختها، والتي كانت ممرضة سابقة تعيش في توتنهام، شمال لندن.
بدأت بيتي العمل في مدرسة سانت بانكراس للأمهات (المعروفة باسم "مرحبًا بالأمهات والأطفال") والتي كانت نشطة في منطقة سومرز تاون الفقيرة في شمال لندن. في خريطة الفقر التي رسمها تشارلز بوث في عام 1889، والتي تحمل عنوان "حياة وعمل الشعب في لندن"، صنف الكثير من منطقة سومرز تاون، الموجودة بين محطتي يوستن وسانت بانكراس، في أسوأ فئتين تحت بندين "فقر شديد، حاجة مزمنة". سميت المنطقة من قبل السكان المحليين "جهنم الصغيرة". في بداية القرن العشرين، كانت منطقة سومرز تاون تعاني من مستويات عالية من الفقر، وبحلول العشرينيات من القرن الماضي، كانت المنطقة "واحدة من أكثر الأحياء المتسخة في وسط لندن"، وفقًا لمؤرخ الهندسة المعمارية رولاند جيفري. في عام 1924، كتب بازل جيليكو، كاهن كنيسة سانت ماري المحلية، عن التزاحم والفقر في المنطقة. وفي عام 1930، وصف أحد الصحفيين الإسكان هناك بأنه "أوكارًا مليئة بالحشرات... أسوأ منازل في لندن... حيث تخشى الأمهات وضع أطفالهن على الفراش خوفًا من الجرذان والحشرات الأخرى من جميع الأنواع". "مرحبًا بالأمهات والأطفال" كانت مدارة من قبل جمعية سانت بانكراس للأمهات والأطفال، وهي منظمة تأسست لمكافحة المعدلات العالية من وفيات الأطفال من خلال تثقيف الأمهات حول التغذية وإدارة المنزل.

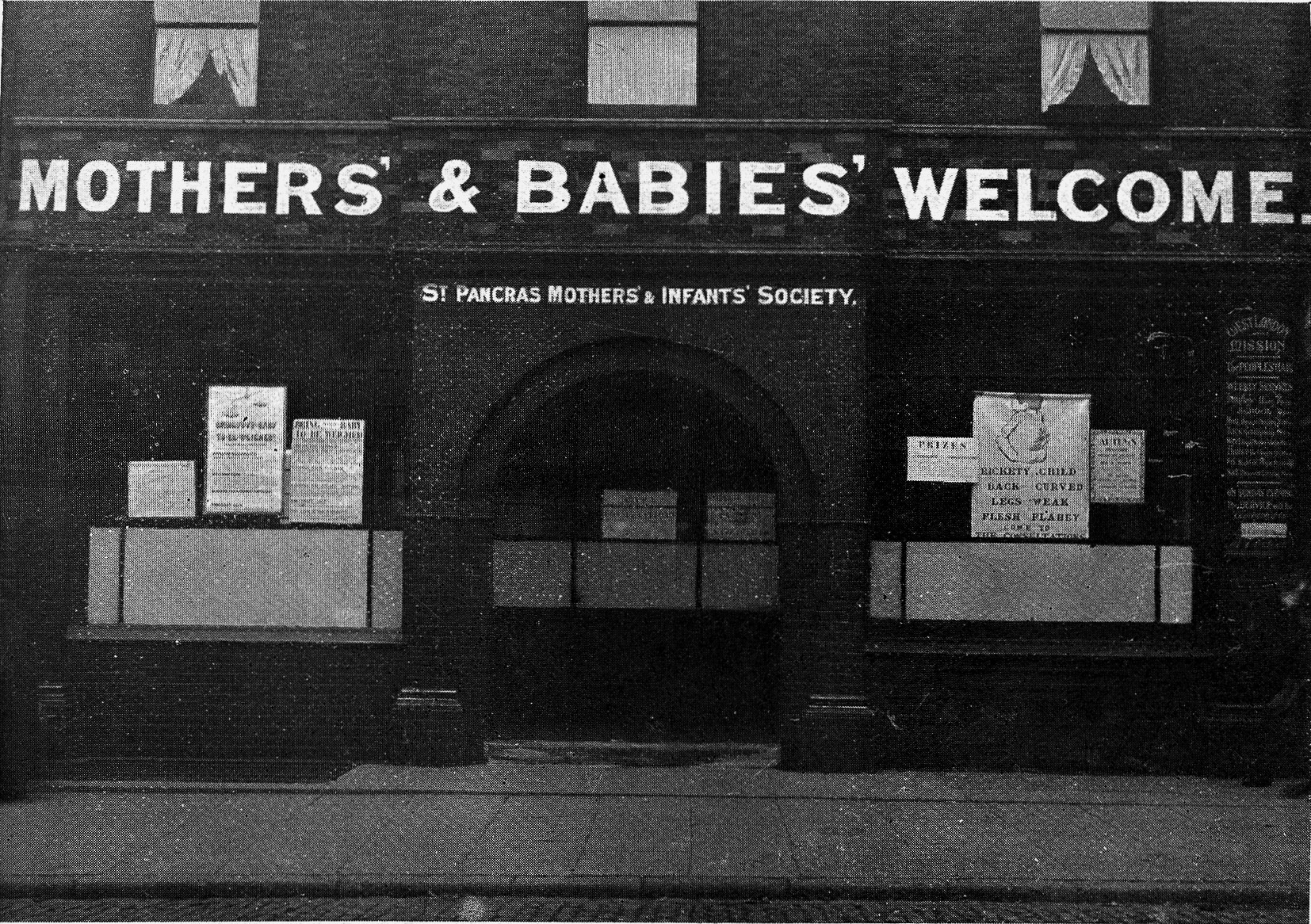
مدرسة مرحبا بالأمهات والأطفال في شارع شالتون، طريق يوستون.

من بين الأنشطة الأخرى، قدمت "مرحبًا بالأمهات والأطفال" دروسًا في الطهي للأمهات، ولكن سرعان ما أدرك القائمين على العمل نجاحهم محدود، وذلك لأن العديد من النساء لا يمتلكن المعدات أو الأدوات الأساسية في منازلهن. وُظفت فلورنس بيتي لتقديم دروس الطهي في منازل النساء أنفسهن، حيث قامت بتوضيح كيفية استخدام المعدات والأدوات التي يمتلكهن. كان نهجها هو تقديم ست دروس لتوضيح كيف يمكن للأشخاص أن يطهوا وجبات رخيصة ولكنها غذائية. قامت بمناقشة الحالة المنزلية والمالية للأسرة وكتبت سلسلة من الملاحظات العملية للأشخاص الذين زارتهم.
وصفت بيتي نفسها بأنها "محاضرة ومقدمة عروض في الأطعمة الصحية". أطلق طالباتها عليها لقب "سيدة البودنج"، لأنها في محاولة لجعل النساء يعتدن طهي الطعام بانتظام باستخدام مكونات مألوفة ورخيصة، قامت في الأشهر الثلاثة الأولى من عروضها بتحضير أنواع مختلفة من البودنج بالسيت (بسيط وحلو ولحم) حتى بدأت النساء تشعر بفخر بقدرتهن على الطهي.

في عام 1910، نشرت "مرحبًا بالأمهات والأطفال" تقريرًا عن عمل بيتي في كتاب بعنوان "سيدة البودنج: انطلاقة جديدة في العمل الاجتماعي"، حيث ناقش الكتاب التأثير الذي حققته. كان الكتاب قصيرًا بطول 103 صفحة، وكان موجهًا إلى "كل من يرغب في رفع مستوى حياة الفقراء"، وفقًا للمراجع في منظمة الإعانة الخيرية. في الطبعة الثانية، التي نُشرت في عام 1916، كتب تشارلز هيشت، الأمين العام لجمعية الإصلاح الوطني للغذاء (NFRA)، التي كانت المنظمة التي دعمت معايير أعلى في إنتاج الغذاء وكان هدفها "توعية الرأي العام بقضايا النظام الغذائي، كتب ما يلي:
بطلة الكتاب، فلورنس بيتي، أصبحت ملكًا عامًا، حيث أسهمت بقوة في إيجاد حلاً للمشاكل الوطنية باستخدام تلك الهدايا النادرة من القلب والعقل وتلك التجربة الفريدة التي حققت بها إنجازات رائعة... في منازل منطقة سومرز تاون.

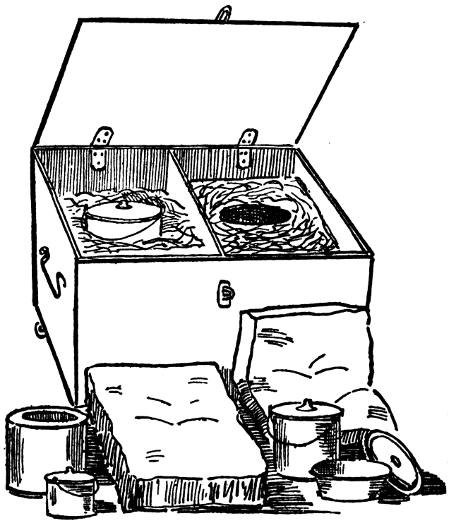
صورة تظهر صندوق القش المكون من جزأين.

بعد وقت قصير من عام 1910، وُظفت بيتي في مركز طبي في نيوبورت إسيكس، الذي أنشأته مصلحة الإصلاح الاجتماعي والمحسنة ليدي ماير، وظلت هناك حتى أكتوبر 1914 عندما وُظفت من قبل NFRA كمحاضرة متجوّلة، وفي العام التالي قامت بجولة محاضرات في جميع أنحاء بريطانيا لتوضيح المكونات الاقتصادية وطرق الطهي الفعّالة من حيث التكلفة أمام جماهير من طبقة العمال. أفادت وسائل الإعلام المحلية بأنشطتها في مواقع متعددة، بما في ذلك ليفربول، أكسفورد، نانتويتش، أبردين، برمنغهام، كارديف وليدز. في مارس 1915، ألقت خطابًا في الجمعية الملكية للطب نيابة عن الجمعية الوطنية لمنع وفيات الأطفال ورعاية الرضع، وفي فبراير ومارس 1916 ألقت سلسلة مما وصفته صحيفة "ذا تايمز" بأنه "محاضرات توضيحية" عن الطهي خلال فترة الحرب الموجهة للعاملين الاجتماعيين في جمعية وستمنستر للصحة. أدت الحرب العالمية الأولى إلى نقص في إمدادات الطعام من الخارج وأدت إلى تضخم أسعار الطعام في المملكة المتحدة. على الرغم من أن المملكة المتحدة كانت تقترب من الاكتفاء الذاتي في سلع مثل الحليب والبطاطا، إلا أنه مع تقدم الحرب، واجه المستهلكون نقصًا في المواد أو ارتفاعًا في أسعار الزبدة ولحم الخنزير واللحم البقري. ارتفعت أسعار اللحم البقري بنسبة 175 في المئة بين يوليو 1914 ونوفمبر 1918، وزادت أسعار البيض بنسبة 412 في المئة خلال نفس الفترة الزمنية. قدّر مجلس التجارة تكلفة المعيشة للطبقة العاملة بزيادة 45 في المئة بين عامي 1914 و1916، وارتفعت أسعار الطعام بنسبة 61 في المئة خلال نفس الفترة.

كتبت بيتي نشرة لـ NFRA، بعنوان "الطهي بدون نار"، وصفت مجلة "ذا لانسيت" صندوق القش كأسلوب للطهي الموضح في النشرة. يسخن الطعام لفترة قصيرة قبل وضعه في الصندوق، ونظرًا لأن الطهي يكتمل بفعل الحرارة الكامنة، يوفر هذا الأسلوب الوقود. بيعت 30,000 نسخة من النشرة في يناير 1917. في عام 1917، كتبت كتابًا في فن الطهي بعنوان "كتاب وصفات سيدة البودنج، مع نصائح عملية". احتوى العمل على 300 وصفة باستخدام مجموعة متنوعة من الأطعمة الأساسية. ومع الاعتراف بأن بعض المواد الغذائية كانت محدودة في بريطانيا خلال الحرب العالمية الأولى، وصفت بيتي نهجها على النحو التالي:
كل طباخ جيد أو ربة منزل هو في هذه الأيام وطني جيد. من خلال الاختيار الحكيم للطعام والعناية في تحضيره، يمكنها أن تقوم بدورها في استخدام الموارد الوطنية إلى أقصى حد.
وصفت كاثرين بيتينج، عالمة الكيمياء الغذائية، كتاب بيتي بأنه "هدية مفيدة في زمن الحرب". من خلال تقديم نصائح عملية لأولئك الذين لا يمتلكون المعدات في المنزل لتحضير الأطعمة الأساسية، قامت بيتي بتضمين تعليمات لصنع فرن من علبة بسكويت وتفاصيل حول كيفية صنع صندوق قش (الذي يمكن أيضًا استخدامه لغسل الملابس وتنظيف العلب والقدور، والحفاظ على الزبدة باردة في الطقس الحار). في السنة الأولى من نشر الكتاب في عام 1917، بيعت 20,000 نسخة. وتمت إعادة طبعه أربع مرات في عام 1917 ومرة واحدة في عام 1918. بحلول وقت نشر "كتاب وصفات سيدة البودنج" في عام 1917، أصبحت بيتي مفتشة صحية.

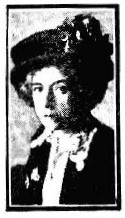
بيتي 1915

بعد الحرب، استمرت بيتي في إلقاء محاضرات حول الطهي. في عام 1921، كتبت فصولًا عن التغذية ورعاية أسنان الأطفال في كتاب "بوابة الصحة" لهيشت، وفي عام 1923 كتبت مقالًا بعنوان "الطاهية كبانية إمبراطورية" لمجلة المعهد الملكي الصحي. في عام 1922، قدمت ما لا يقل عن مئة محاضرة للجمهور.
في عام 1928، بدأت بيتي في تقديم حديث على الراديو على محطة 2LO التابعة لبي بي سي، بما في ذلك التحدث في سلسلة البرامج "محادثات المنزل". كانت البرنامج بثًا أسبوعيًا شهيرًا موجهًا للسيدات، وكان من بين العارضين السيدة كوتينجتون تايلور، مديرة معهد جود هاوسكيبينغ. قدمت حديثًا بعنوان "استغلال أقصى قدر من الأجر الأدنى" و"عشاء لمدة أسبوع بأجر أدنى"، بالإضافة إلى نقاشات أخرى حول مواضويع مثل طهي الخضروات والبودنج ونظام غذائي للأطفال. وفقًا للمؤرخة الثقافية ماجي أندروز، أظهرت برامجها على الراديو نهجًا "منزليًا واقتصاديًا وعمليًا في الطهي وإدارة الميزانية". تابعت بيتي العمل حتى منتصف الأربعينيات من القرن العشرين، عندما كانت في سبعينياتها. توفيت بتاريخ 18 نوفمبر 1948 بسبب التهاب القصبات الحاد في منزلها في هامبستيد. لم تنشر الصحف خبر وفاتها. ووصفت المؤرخة جولي ماري سترينج أنشطة بيتي "في الصدارة للابتكارات في العمل الاجتماعي". ووفقًا للمؤرخة إلين روس، "قادت بيتي لغة الإدارة المنزلية المهنية الجديدة التي كانت تربط النساء الغنيات والفقيرات في جميع أنحاء أوروبا في بداية القرن العشرين". يرى بيركنز أن الوصفات والأساليب التي علّمتها بيتي "تسبق جهود الحرب العالمية الثانية من قبل وزارة الغذاء لإقناع الجمهور بأن استبدال المكونات الأرخص بالمكونات المألوفة يستحق وهو أمر ممتع حتى".

## أعمالها
1. The Pudding Lady: A New Departure in Social Work (1910)، رقم التعريف العالمي للكتاب (مركز المكتبة الرقمية على الإنترنت): 906559961
2. Fireless Cookery (1916).
3. The Pudding Lady's Recipe Book, with Practical Hints (1917)، رقم التعريف العالمي للكتب (مركز المكتبة الرقمية على الإنترنت): 793329863
4. فصول "Cookery and Vitamines" و "Care of Children's Teeth" المضمنة في كتاب "The Gateway to Health" لتشارلز هيشت (1921)، رقم التعريف العالمي للكتب (مركز المكتبة الرقمية على الإنترنت): 562237665
5. (The Cook as Empire Builder". Journal of the Royal Sanitary Institut. (1923. رقم التعريف الرقمي (معرف الغرض الرقمي): 10.1177/146642402304400712.
6. فصول "Cookery for Infants and Children under School Age" المضمنة في كتاب "Mothercraft: A Selection from Courses of Lectures on Infant Care" للجمعية الوطنية لمنع وفيات الرضع (1931)، رقم التعريف العالمي للكتب (مركز المكتبة الرقمية على الإنترنت): 29440352